# 1396

## أحداث
- تأسيس مدينة مدينة ملقا وتقع حاليا في ماليزيا.
- 25 سبتمبر - معركة نيقوبولس: العثمانيون تقهر حرب صليبية مشتركة بين المجر وفرنسا والإمبراطورية الرومانية المقدسة وإنجلترا والأفلاق، بقيادة سيغيسموند ملك المجر. وتعد آخر حملة صليبية كبري في العصور الوسطى.
- كتابة أول قوانين لكرة القدم الفرنسية.[بحاجة لمصدر]
- أنشأ السلطان يزيد الأول قلعة (كوزالجه) أناضول حصار الشهيرة على الضفة الشرقية لمضيق البوسفور، وخضع إمبراطور القسطنطينية وتعهد بدفع الجزية للسلطان، ورضي بأن يسكن المسلمون القسطنطينية وأن يكون لهم بها مسجد هو مسجد داود باشا، ويكون لهم قاض يحكم في نوازلهم . [بحاجة لمصدر]
- استيلاء العثمانيين علي حصن فيدن وتسار إيفان سراتسيمير البلغاري، وإنهاء الإمبراطورية البلغارية الثانية، وتم إعادة تأسيس الدولة البلغارية في عام 1878 كإمارة بلغاريا.
- أبو عامر يخلف عبد العزيز الثاني كحاكم للدولة المرينية (في المغرب حالياً).
- تيمورلنك يعين ابنه ميران شاه كوريث ونائب للدولة التيمورية (في أذربيجان حالياً)
- تم القضاء تماما علي آل كرت في شرق بلاد فارس وقتل الحكام المتبقيين في مأدبة ميران شاه بن تيمورلنك.
- بناء مسجد أولو كامي في بورصا من قبل العثمانيين.
- تيمورلنك يأمر بناء حديقة في مرج (مرعى طبيعي) ، بيت الزهور.
- الفلاحين (حاليا في مقاطعتي هوبيي وخنان) في شرق الصين يزرعون 84 مليون شجرة مثمرة.
- تأسيس جامعة زادار ، تعد أول جامعة في كرواتيا.

## مواليد
- 31 يوليو - فيليب الثالث، دوق بورغوندي (ت. 1467)
- 16 أكتوبر - ويليام دي لا بولي دوق سوفولك الأول (ت. 1450)
- ألفونسو الخامس ملك أراغون (ت. 1458)

## وفيات
- 31 يوليو -ويليام كورتني، أسقف كانتربري